# Gare d'Inage-Kaigan
La gare d'Inage-Kaigan (稲毛海岸駅, Inage-Kaigan-eki) est une gare ferroviaire japonaise de la ville de Chiba, dans la préfecture de Chiba. La gare est gérée par la East Japan Railway Company (JR East).

## Situation ferroviaire
La gare d'Inage-Kaigan est située au point kilométrique (PK) 35,3 de la ligne Keiyō.

## Histoire
La gare a été inaugurée le 3 mars 1986.

## Service des voyageurs

### Accueil
La gare dispose d'un bâtiment voyageurs, avec guichets, ouvert tous les jours.

### Desserte
- Ligne Keiyō :
  - voie 1 : direction Soga
  - voie 2 : direction Minami-Funabashi et Tokyo